# Pojezierze Międzychodzko-Sierakowskie
Pojezierze Międzychodzko-Sierakowskie – potoczna nazwa obszaru położonego nad Wartą, nieużywanego według deklaracji Włodzimierza Łęckiego w słownikach geograficznych i historycznych. Region turystyczny z licznie występującymi jeziorami (ponad 120) zwany Krainą Stu Jezior.

## Położenie administracyjne
Na Pojezierzu Międzychodzko-Sierakowskim leży 10 gmin, w tym w całości cztery gminy powiatu międzychodzkiego, położonego w woj. wielkopolskim (Chrzypsko Wielkie, Kwilcz, Międzychód oraz Sieraków), będące osią pojezierza. Poza tym zaliczane są tu także dwie gminy woj. lubuskiego: Przytoczna i Pszczew. Wschodnią granicę regionu wyznaczają zachodnie krańce gmin Pniewy oraz Wronki. Za południową granicę pojezierza uznaje się północną granicę gminy Lwówek. Są to granice umowne, tak jak umowna jest nazwa pojezierza (oraz druga, używana synonimicznie - Kraina Stu Jezior). Obszary, które ze względu na niewielkie akweny można zaliczyć do jednego terenu pojezierza, są także w zachodniej części gminy Pniewy (okolice Nojewa obejmuje Sierakowski Park Krajobrazowy), oraz na zachodzie gminy Wronki (wsie Pakawie i Chojno).

## Położenie geograficzne
Południowa część tego obszaru wchodzi w skład Pojezierza Poznańskiego. Pofalowana, na skutek zlodowaceń, rzeźba terenu oraz liczne jeziora typu polodowcowego, powodują, że jest to bardzo ciekawy krajobrazowo teren Wielkopolski.
Północna część obejmuje dolinę Warty i położony na jej północnym brzegu obszar wydmowy, porośnięty Puszczą Notecką. Zgodnie z aktualnym podziałem fizycznogeograficznym kraju, jest to fragment Kotliny Gorzowskiej, wchodzącej w skład większej jednostki – Pradoliny Toruńsko-Eberswaldzkiej. Na tym z kolei bardzo suchym terenie, występują płytkie jeziora typu wytopiskowego.

## Turystyka
Jest to atrakcyjny teren krajoznawczo-turystyczny, słabo zaludniony, w dużej mierze zalesiony. Pojezierze cieszy się popularnością jako obszar wypoczynku urlopowego. Łączna ilość miejsc noclegowych w 2008 roku była szacowana na około 3 tys. Najważniejsze miejscowości turystyczne to Mierzyn, Sieraków i Chojno.

## Ochrona przyrody
To rejon bardzo wartościowy pod względem przyrodniczym.
Z tego powodu utworzono tutaj 11 rezerwatów przyrody:
| nazwa rezerwatu przyrody                   | typ rezerwatu | gmina      | rok utworzenia | powierzchnia (ha) |
| ------------------------------------------ | ------------- | ---------- | -------------- | ----------------- |
| Buki nad jez. Lutomskim                    | leśny         | Sieraków   | 1958           | 55,17             |
| Bukowy Ostrów                              | krajobrazowy  | Kwilcz     | 2006           | 77,92             |
| Cegliniec                                  | leśny         | Sieraków   | 1960           | 4,31              |
| Czaple Wyspy                               | faunistyczny  | Sieraków   | 1957           | 7,14              |
| Dolina Kamionki                            | florystyczny  | Międzychód | 2004           | 59,18             |
| Jakubowo                                   | leśny         | Pniewy     | 1959           | 4,02              |
| Jeziora Gołyńskie                          | florystyczny  | Pszczew    | 1972           | 3,10              |
| Jezioro Wielkie                            | wodny         | Trzciel    | 1991           | 236,30            |
| Kolno Międzychodzkie                       | leśny         | Międzychód | 1959           | 14,77             |
| Las Grądowy nad Mogilnicą                  | leśny         | Pniewy     | 1959           | 7,35              |
| Rezerwat przyrody Mszar nad jeziorem Mnich | torfowiskowy  | Sieraków   | 1967           | 6,04              |

oraz 2 parki krajobrazowe:
- Pszczewski Park Krajobrazowy,
- Sierakowski Park Krajobrazowy[5].